# Hufenrute
Die Hufenrute war ein deutsches Längenmaß und wurde als Feldmaß genutzt.
- 1 Hufenrute = 8,95 Meter

Eine Hufe ist ein altes deutsches Flächenmaß (Einzelheiten siehe dort), das in unterschiedlichen Gegenden unterschiedliche Größe aufweist (meist zwischen 30 und 80 Morgen; also 7,5 bis 20 ha).
Verbreitet waren die flämische Hufe mit rd. 16,8 ha, die fränkische Hufe mit rd. 24 ha und die Hagenhufe mit rd. 20 ha. Man ging, je nach Bodengüte davon aus, dass eine Hufe Land eine Bauersfamilie ernähren konnte.
Die Hufen waren meist lange Streifen Ackerlandes, die an der Dorfstraße – dort stand auch das Gehöft – begannen und sich dann bei 200 Meter Breite 500 Meter lang erstreckten. Häufig war am Ende der Hufe Wald vorhanden, aus dem Holz für Gerätschaften und zum Heizen und Kochen geholt wurde. Im Laufe der Zeit wurde aus einer zusammenhängenden ganzen Hufe, die eine Familie bewirtschaftete, durch Tausch, Mitgift, Verkauf usw. ein Gewirr von mehr oder weniger großen Stücken Land, die schließlich über die gesamte Dorfgemarkung verteilt sein konnten. Dennoch wurde die Gesamtfläche, die zu versteuern war, nach der Hufenzahl berechnet. Denn zugleich war die Hufe auch ein Steuerbegriff, das heißt für jeweils eine Hufe bestehend aus Ackerland, Weiden, evtl. Wald und dem Gehöft, war ein bestimmter Betrag zu zahlen. Wer eine ganze Hufe bewirtschaftete, war ein Hüfner oder Vollhüfner. Eine geteilte Hufe wurde dementsprechend von zwei Halbhüfnern bearbeitet. Natürlich gab es auch noch Zweihüfner, Dreihüfner usw. Grundstücke, die kleiner waren und wegen ihrer Größe nicht zum Vollerwerb reichten wurden je nach Gegend Büdner oder Kätner genannt.